# Perry Jones III
Perry James Jones III  (ur. 24 września 1991 w Winnsboro w stanie Luizjana) – amerykański zawodowy koszykarz, występujący na pozycji silnego skrzydłowego, obecnie zawodnik Bursaspor Basketbol.
W 2009 wystąpił w turnieju Nike Global Challenge, a rok później w dwóch spotkaniach gwiazd amerykańskich szkół średnich – McDonald’s All-American i Jordan Classic. Został też zaliczony do III składu Parade All-American (2010).
14 czerwca 2015 podpisał umowę z zespołem Boston Celtics. Karierę koszykarską rozpoczął podczas studiów na Uniwersytecie Baylora. Po dwóch latach studiów zgłosił się do draftu NBA 2012, w którym to został wybrany z numerem 28 przez Oklahoma City Thunder.
31 października 2015 został wybrany w drafcie do D-League przez Iowa Energy z numerem 3. 14 października 2017 został zwolniony przez New Orleans Pelicans.
28 sierpnia 2019 dołączył do tureckiego Bursaspor Basketbol.

## Osiągnięcia
Stan na 28 sierpnia 2019, na podstawie, o ile nie zaznaczono inaczej.
NCAA
- Uczestnik rozgrywek Elite 8 turnieju NCAA (2012)
- Zaliczony do:
  - I składu:
    - debiutantów Big 12 (2011)
    - turnieju Big 12 (2012)

  - II składu Big 12 (2011)
  - III składu Big 12 (2012)
  - składu All-American Honorable Mmention (2012 przez Associated Press)